# Lionel Haidant
 (janvier 2018).
Si vous disposez d'ouvrages ou d'articles de référence ou si vous connaissez des sites web de qualité traitant du thème abordé ici, merci de compléter l'article en donnant les références utiles à sa vérifiabilité et en les liant à la section « Notes et références ».
Lionel Haidant est un ingénieur du son, musicien, enseignant et auteur français.

## Biographie
Il est l'auteur de plusieurs livres de référence sur la prise de son, le mixage, la sonorisation et le son surround. Il est le co-auteur du Dictionnaire encyclopédique du son de Pierre-Louis de Nanteuil, tous édités chez Dunod. Il a aussi été rédacteur dans la presse audio, Sono Mag, et Recording musicien,.
Il est l'un des principaux contributeurs au développement des techniques de prises de son et de mixage de la musique en surround 5.1 et 6.1[réf. nécessaire].
Il a été le premier à publier un livre dans lequel est inclus un DVD de démonstration de mixages en 5.1 encodés en Dolby Digital et DTS réalisés dans son studio multicanal,,,. Lors du Forum International du son multicanal à Paris en 2001, il a rencontré et présenté ses publications à Tomlinson Holman ingénieur du son et inventeur des technologies cinématographiques, notamment du système audio Lucasfilm THX.

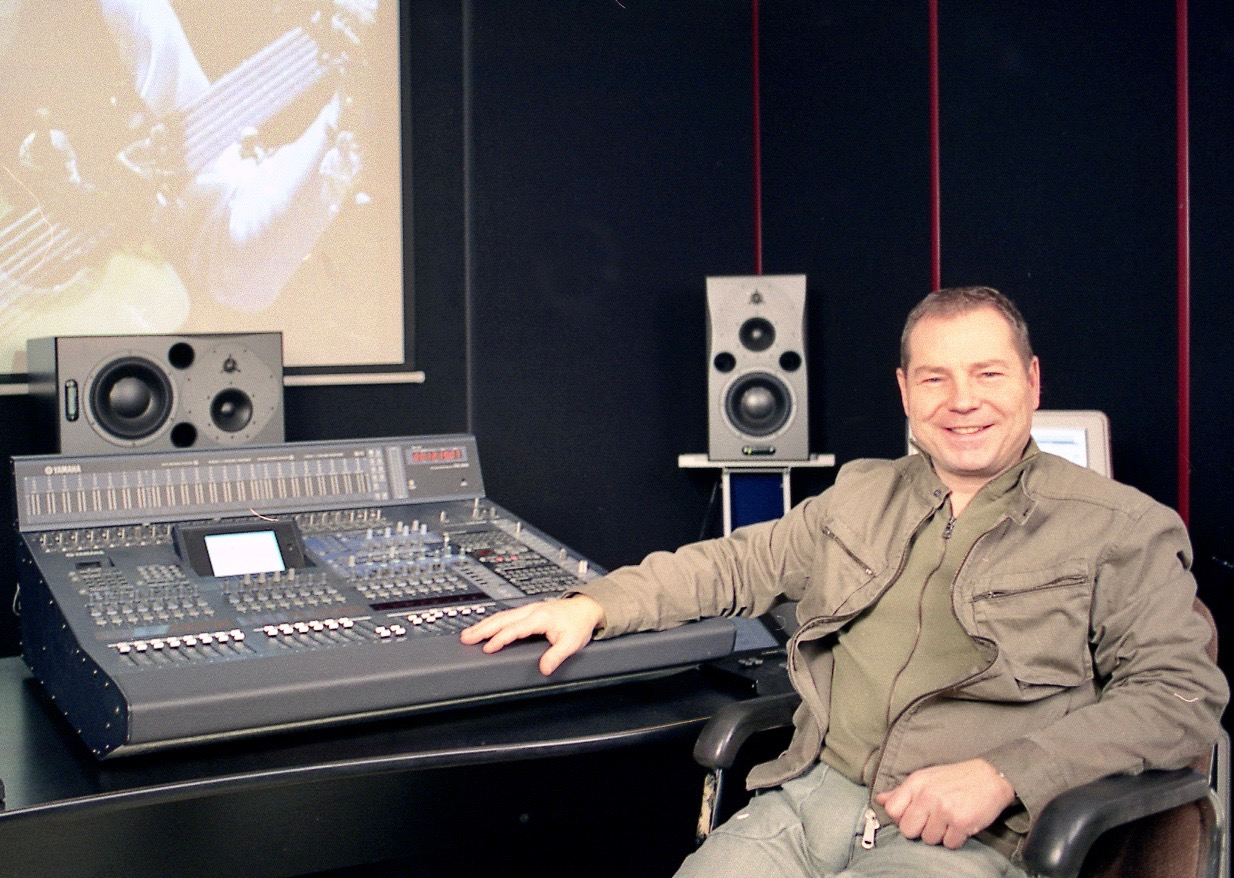

Il a enseigné à la School of Audio Engineers, puis à l'Esra dont il a été le responsable technique pour la création des studios multicanal des écoles ESRA de Paris, Rennes et Nice. Il a ensuite pris les fonctions de responsable du département son de l'[École internationale de création audiovisuelle et de réalisation. Parallèlement, il a créé son centre de formation CFMS (centre de formation aux métiers de la sonorisation),
Avec sa société Timing Show, , il a sonorisé durant 15 ans le big band de Claude Bolling et les nombreux artistes accompagnés par ce dernier dont : Stéphane Grappelli, Sacha Distel, Guy Marchand, Yo-Yo Ma, Jean-Pierre Rampal, Alexandre Lagoya et Orchestre national des Pays de la Loire. Il a travaillé également aux côtés de Lionel Hampton, George Benson, Count Basie Orchestra, Kenny Garrett, Dizzy Gillespie, B. B. King et Nina Simone. Avec son label Live Jazz, il a manifesté sa volonté de promouvoir la musique de jazz et les musiciens français. Il a enregistré et produit quatre albums et a remporté le prix Mainstream de l'académie du Jazz pour le disque Back to live.

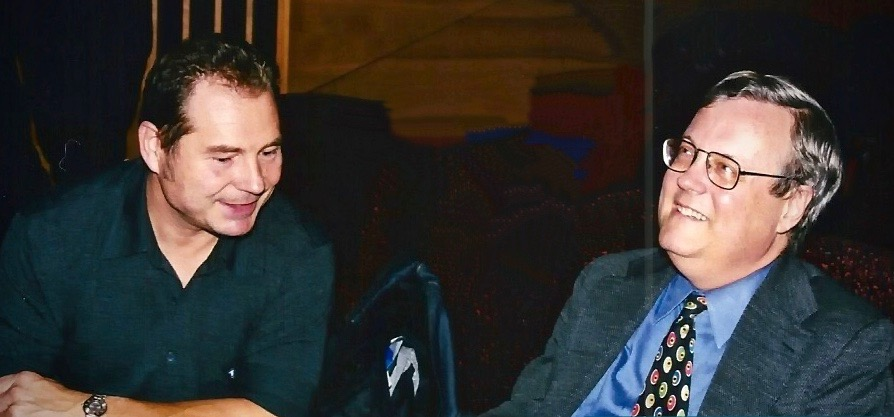

Dans sa jeunesse, il a été pianiste/guitariste et a joué avec les groupes Big Boss, Urgences et Charter. Sa carrière de musicien a été assez courte avec un 33T, deux 45T et un CD enregistrés.

### Livres
- Guide pratique de la prise de son d'instruments et d'orchestres,[19] Dunod, dernières éditions 1998, 1994
- Guide pratique de la diffusion sonore de petite & moyenne puissance[20], Dunod, dernières éditions, 2000, 1997
- Guide pratique du mixage Sonorisation & Enregistrement[21], Dunod, dernières éditions 2011,1999
- Home cinéma Techniques & installations[22], Dunod, 2001
- Guide pratique du son surround : Home cinéma, home studio & auditoriums[23], Dunod, 2001
- Prise de son et mixage en surround 5.1[24], Dunod, 2002
- Dictionnaire encyclopédique du son,[25] Dunod, dernières éditions 2012, 2008
- Guide pratique de la sonorisation Concert, spectacle, conférence,[26] Dunod, dernières éditions, 2017, 2013, 2006

## Discographie

### Ingénieur du son - Producteur
- 1991 : Back to live, CD Trio colas et Carl Schlosser, production Timing show / distribution disques Carrère, Réf: 50.165-CA 801
- 1992 : Texas Sound, CD Carl Schlosser, Gérard Badini, production Timing show / distribution Harmonie,  Réf: 77092-2
- 1992 : Jazz mène à Paris, Ludovic de Preissac, production Timing Show / distribution Harmonie,  Réf: 770392-2
- 1993 : Pluie de Jazz  Nicolas Montier, production Timing Show / distribution Harmonie,  Réf 770493-2

### Musicien
- 1979 : Groupe Big boss, 33T, production disques Festival /Musidisc  n° FLD707
- 1984 : Groupe Urgences , 45T, production Cabana  music n° CA9400
- 1987 : Groupe Charter, 45T, production Joseph Gilbert Musique n° JG001
- 1989 : Groupe Charter, CD, production Joseph Gilbert Musique n° JG002